# Breviculala hemileoides
Breviculala hemileoides är en tvåvingeart som först beskrevs av Munro 1935.  Breviculala hemileoides ingår i släktet Breviculala och familjen borrflugor. Inga underarter finns listade.